# Martin Tritschler
Martin Tritschler (Schwarzenbach, Selva Negra, Alemania, 22 de octubre de 1814 - San Andrés Chalchicomula, Puebla, México, 6 de enero de 1894) fue un fabricante y comerciante de relojes que llegó a México en 1833 proveniente de Alemania y con ello formó parte de la primera generación de extranjeros no españoles después de la independencia;

participó destacadamente en la guerra contra Estados Unidos,
 y socorrió a las víctimas de la explosión de la Colecturía de San Andrés, durante la Segunda Intervención Francesa; fue el primer hombre en izar la bandera de México en la cumbre del Pico de Orizaba,
y el padre de los arzobispos mexicanos Martín y Guillermo Tritschler y Córdova.

## Origen
Martin Tritschler nació en Ebenemooshof una de las numerosas granjas que pueblan la Selva Negra,
 construida en el siglo XV, ha sido preservada hasta hoy gracias a leyes locales que han impedido la sucesión testamentaria divisoria siendo el más joven el único y legítimo heredero.
Martin al tener seis hermanos varones menores tuvo que reconocer que era imposible que fuera el próximo granjero. Por consiguiente, y como muchos jóvenes de la localidad decidió dedicarse a la relojería. 
La Selva Negra era el centro de la fabricación de relojes de toda Alemania y ahí florecieron muchas actividades relacionadas con el ramo. Como en casi todas las granjas del alto macizo de la Selva Negra, en Ebenemooshof había un pequeño taller para algunos de los numerosos procesos de la fabricación de relojes, y
especialmente en la familia de Martín, algunos de sus miembros incluso su propio padre habían estado en el “negocio" y prácticamente recorrieron toda Europa a pie y más allá, siempre cargando a sus espaldas a la manera tradicional Uhrenkraetze los numerosos relojes para la venta, tomando donde fuera posible un transporte a vapor.
Debido a que el comercio en toda Europa ya estaba constituido Martín se arriesgó a comerciar en América. Se desconoce cómo obtuvo la información de este continente, de sus rutas de comercio y de nichos de mercado, pero es probable que él tuviera quien le diera información acerca de la situación y oportunidades de negocio en América del sur (como era llamada a toda la región incluyendo México, según la definición geográfica de aquel tiempo), además, la discriminación practicada institucionalmente en los Estados Unidos hacia los inmigrantes europeos especialmente católicos denominada como nativismo o Know Nothing, desalentó la idea de emigrar a este país contrario a como lo venían haciendo muchos de sus paisanos.

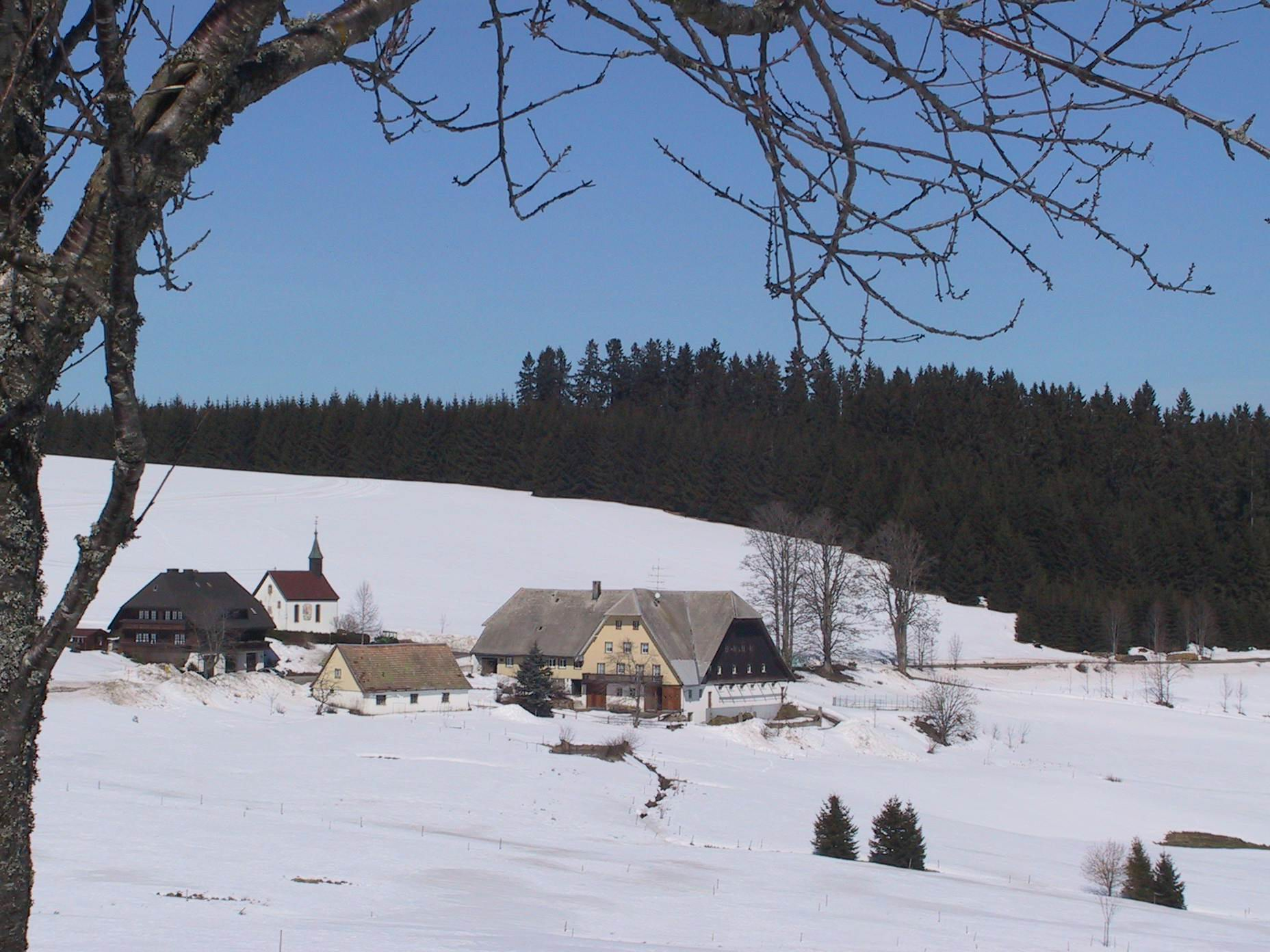
La granja de Ebenemooshof en Schwärzenbach, Selva Negra, lugar donde nació.

## Trayectoria en México
Su propia experiencia y los numerosos y variados modelos de relojes que él trajo consigo desde Europa le permitieron comenzar su propia producción en Puebla siguiendo el modelo de reloj de la Selva Negra que en Europa ya era muy apreciado. Martin Tritschler abrió su taller de relojería que pronto prosperó hasta necesitar de una planta de empleados, proporcionando trabajo a varios obreros mexicanos. El éxito de sus negocios y la hospitalidad que halló hicieron que determinara permanecer definitivamente en la nación y pedir la ciudadanía mexicana. El 18 de abril de 1844 después de 10 años de haber llegado a tierras mexicanas el presidente de la República general Valentín Canalizo le otorgó la carta de naturalización, refrendada por el ministro de Relaciones Exteriores José María Bocanegra. Establecido en Puebla, Tritschler mantuvo correspondencia con su familia por las que se entera de su éxito y lo bien que su segunda patria lo acoge. En una de ellas dice: 

"México es tierra promisoria y dorada para la relojería"

Thaddäus Tritschler, quien vino a México entusiasmado por el éxito de su hermano Martin referido en sus cartas, estuvo en el país por muchos años y regresaría a Alemania por el año de 1860. De acuerdo a archivos municipales vivieron un tiempo en la céntrica y bulliciosa 1° calle de Mercaderes en el n° 10 de la Puebla de los Ángeles, actualmente 2 Norte entre Palafox y Mendoza y 2 Oriente.

### Participación en la Guerra con Estados Unidos
Martin Tritschler se enlistó en las filas de la Guardia Nacional dentro de la Brigada Arteaga que fue la aportación de la cd. de Puebla para oponer resistencia al ejército norteamericano que ya había tomado el Puerto de Veracruz y avanzaba hacia Perote dentro de los planes del general Winfield Scott para el asalto a la Cd. de México. Martin fue nombrado capitán de la referida Guardia y tuvo participación en la Batalla de Cerro Gordo siendo herido de cierta consideración, tras la pérdida de la guarnición el ejército mexicano se replegó hacia a la capital dejando a Puebla a merced del invasor. 
El gobierno mexicano alentó las deserciones dentro de las filas enemigas como última medida para menguar sus fuerzas mediante un plan que prometía a cada desertor el equivalente a 10 dólares, un pago por sus armas, montura y un mínimo de 200 acres (81 hectáreas) de tierra al finalizar la guerra junto a otras gratificaciones. Estas promesas estaban dirigidas a los irlandeses y alemanes enlistados poco antes en el ejército norteamericano y que sufrían malos tratos por parte de sus superiores. 
Por instrucciones del ministro de Relaciones Exteriores Manuel Baranda, se comisionó en Puebla a Martin Tritschler para disuadir al contingente alemán del ejército estadounidense cuando estos tomaran la ciudad lo cual ocurrió el 15 de mayo de 1847, y aunque las esperadas deserciones de irlandeses en Puebla eran la prioridad, el incremento de alemanes que escapaban de las filas de Scott se atribuía en buena medida a Tritschler; aquellos desertores, los últimos de la guerra, se dirigieron a la capital y pasarían a engrosar las filas del Batallón de San Patricio. 
Pasadas unas semanas algunos oficiales norteamericanos notaron que un individuo alto, rubio y bien vestido conversaba con soldados alemanes tanto en las cantinas como en las calles empedradas de la ciudad. Para fines de mayo, el capitán de artillería Robert Anderson y otros oficiales que servían para el Consejo de Guerra del ejército norteamericano, recibieron varios reportes de la secreta Mexican Spy Company, creada por el mismo general Scott, que el individuo en cuestión había estado repartiendo volantes a los soldados de origen alemán los cuales no lo habían reportado. La Corte ordenó que uno de estos volantes fuera presentado y traducido al inglés. 
El 13 de junio de 1847 un sargento del 8.º de infantería detuvo al fabricante de relojes Martin Tritschler y lo condujo ante el Consejo de Guerra. Al verlo, el general John Quitman lo acusó de repartir volantes escritos en alemán que instaban a sus paisanos a desertar con sus caballos y sus armas. Quitman no hizo mención de las arengas de los volantes en contra del nativismo.
El juicio a Martin Tritschler comenzó un día después de su arresto con el nombramiento de un intérprete. Al mismo tiempo, una muchedumbre se agolpó ante las puertas de hierro de la hacienda donde el Consejo de Guerra daba audiencia mientras un cuerpo de infantería con rifles cargados permanecía en guardia.
La gente permaneció en espera de noticias de Tritschler, ya que no solo era un reconocido comerciante sino un ciudadano naturalizado y capitán de la Guardia Nacional, además había combatido y resultado herido en Cerro Gordo semanas atrás. 
Se le mantuvo la acusación de espiar y fomentar a la deserción, ambos casos con pena de muerte. No negó ningún cargo y llamó a sus trece jueces "Herejes", los cuales lo sentenciaron a morir ante un pelotón de fusilamiento para el 19 de junio de 1847.
La orden general del parte norteamericano decía “Esta corte militar encuentra culpable al ciudadano mexicano Martin Tritschler:

«…of serving as emissary for the enemy for the purpose of persuading or endeavoring to procure soldiers to desert the Army of the United States…»

«…de servir como emisario para el enemigo con el fin de persuadir o procurar con empeño la deserción de soldados del Ejército de los Estados Unidos…»
Orden General 187, Vol. 22, entrada 134, RG 94, Archivos Nacionales de los Estados Unidos.

El veredicto provocó el llanto de la gente que comenzó a injuriar a los invasores, ante esto los soldados trataron de dispersar a la airada muchedumbre a punta de bayoneta.
Se organizó un numeroso grupo de personas entre conocidos y amigos de Martin Tritschler para tratar de dar largas a su causa. Vio esta comisión al comandante militar, general Worth, segundo al mando del ejército, pero él les manifestó que la sentencia de la corte marcial había sido ya confirmada y no tenía las facultades para revocarla. 
Cuando el trasunto llegó al escritorio del general Scott después de una o dos horas de confirmada la sentencia, habían llegado noticias de un posible disturbio público y mostró preocupación de que los 80,000 habitantes de la ciudad de Puebla se rebelaran en contra de sus ocupantes para vengar al “Mártir” Tritschler.
A través de un abogado calificado que había escogido la carrera de las armas en los tribunales militares, Scott trató de hallar una brecha jurídica que le diera un vuelco a la decisión del Concejo. Pero ningún tecnicismo jurídico lograba usurpar la decisión de los jueces.
Al día siguiente, 15 de junio, el obispo de Puebla Francisco Pablo Vázquez visitó a Scott e insistió por la vida de Tritschler además de que muchas peticiones de vecinos fueron entregadas a lo largo de los días subsiguientes. El mismo día en que se cumpliría la sentencia, después de confesarse y recibir la sagrada comunión, Winfield Scott informó al prisionero y al obispo que ninguna ejecución se llevaría a cabo. Martin Tritschler salió de prisión ese mismo día y permanecería bajo vigilancia hasta que las tropas salieran de la ciudad, permaneció en Puebla y recibió tratamiento de héroe de guerra.

#### Ciudadano Poblano por el Congreso de 1849
Dos años más tarde, al finalizar la contienda, el congreso en sesión solemne lo nombró ciudadano honorífico del Estado de Puebla:

La proposición que acaba de leerse es un testimonio del alto aprecio con que la legislatura recuerda los servicios prestados por la persona que refiere. Que en efecto D. Martin Tritschler, natural de Alemania, después de que viera realizada la invasión americana, abandonó su honrosa y lucrativa industria, tomó las armas y fue a demostrar en el campo del honor su singular decisión por la causa del país ofendido. Que después de haber corrido la suerte de las huestes nacionales fue aprehendido por el invasor; y amagado con una venganza cruel tuvo la noble serenidad de sostener con orgullo, que había lidiado como oficial militar de las tropas mexicanas. Que esta notable simpatía por el país que habita, el afecto nada común que le profesa y los distinguidos servicios con que le ha confirmado su adhesión, son otros tantos títulos que le hacen acreedor a la gratitud del Estado; y por esto sus representantes, cumpliendo hoy con el grato deber de manifestarla, habían resuelto conceder de manera solemne los derechos de ciudadanía a una persona que tan digna se había mostrado de ellos.
Con dispensa de todos los trámites se puso a discusión y sin ella se declaró con lugar a votar y fue aprobada la proposición
Nota del periódico oficial “El Regulador” de martes 27 de noviembre de 1849.

### La explosión de la colecturía de los diezmos de San Andrés
En 1853 cerró su taller de relojería  en la ciudad de Puebla de los Ángeles para ir a radicar a la pequeña población de San Andrés Chalchicomula donde se dedicó a la agricultura y al comercio, estableciendo buenas relaciones sociales con sus habitantes y lazos de amistad entre las miembros de las ricas familias de hacendados de los alrededores, los Couttolenc, Ruiz de Santiago, Mier, Bulnes y otros. El 6 de marzo de 1862 la paz en San Andrés se ve interrumpida por la llegada de más de mil efectivos y pertrechos del ejército mexicano en previsión del inminente conflicto con Francia cuyas fuerzas avanzaban hacia la capital desde Veracruz. La noche de ese día una chispa accidental encendió el depósito de pólvora que acabó con la mayoría de los efectivos de la Brigada de Oaxaca. Después de rescatar heridos toda la noche, al amanecer del día 7 de marzo, el escenario era desolador, las casas alrededor de la colecturía habían desaparecido en un instante y había restos humanos esparcidos por doquier, no habiendo hospital se improvisó y se recibió a las decenas de heridos. La administración y gastos de aquel improvisado nosocomio en el que se recibieron a las víctimas corrió por cuenta de Martín Tritschler (véase enlace en Fuente primaria). Después de muchos años aún se recordaba en San Andrés este gesto humanitario como se resumió en la biografía de uno de sus hijos el arzobispo de Monterrey Guillermo Tritschler y Córdova: 

«Estábale reservada a don Martin Tritschler una hazaña que recuerdan todos los ancianos de San Andrés y es testimonio ferviente de caridad heroica»
Pbro. Porfirio Valdés, 1965

Y otro autor escribió: 

«...fue un hombre humanitario, un alemán que vivió muchos años en Chalchicomula, quien empleo gran parte de su capital para curar enfermos por aquella sin igual hecatombe, hombre de corazón sensibilísimo y venerable filántropo ante los sufrimientos y la miseria…»
Jorge I. Rubio Mañe, historiador yucatéco

En fuente primaria se menciona que: 

«Entretanto, y como en esta ciudad no había hospital, dispuso la autoridad ocupar la casa de D. Julián Muñóz. para establecer en ella uno provisional, para recibir en él al sinnúmero de heridos que había, y ya medio establecido se comenzaron a transportar, encargándose de su administración y gastos el Sr. D. Martín Tritschler, de origen alemán pero declarado ciudano del Estado por los eminentes servicios que prestó a la patria en la invasión americana de 1847. No podemos menos al hablar de este Sr. Tritschler, y en honor de la justicia, que de las cantidades que de su peculio invirtió en la asistencia de los heridos el Gobierno aún le debe una parte.»

### La bandera de México en el Pico de Orizaba
Martin Tritschler no dejó apuntes de sus experiencias alpinas en el Pico de Orizaba o Citlaltépetl, hasta entonces solo conquistado por el francés Alejandro Doignon en 1848, únicamente algunos hechos básicos fundados en bibliografía, donde se menciona que en 1873 a los 60 años, subió a la cumbre y enarboló ahí por primera vez la bandera mexicana. Con 41 años de vivir en San Andrés a las faldas de la montaña más alta del país, Martin tuvo mucho tiempo de conocer sus parajes y estribaciones como la palma de su mano, que quizá haya subido a la cumbre en varias ocasiones y que solo se recuerde la de 1872; Guillermo, el último de sus hijos y quien fuera arzobispo de Monterrey siguió su ejemplo escalando el Popocatépetl, el Iztaccíhuatl, el Cerro de la Silla, el Cofre de Perote entre otros.

## Esposa y familia política

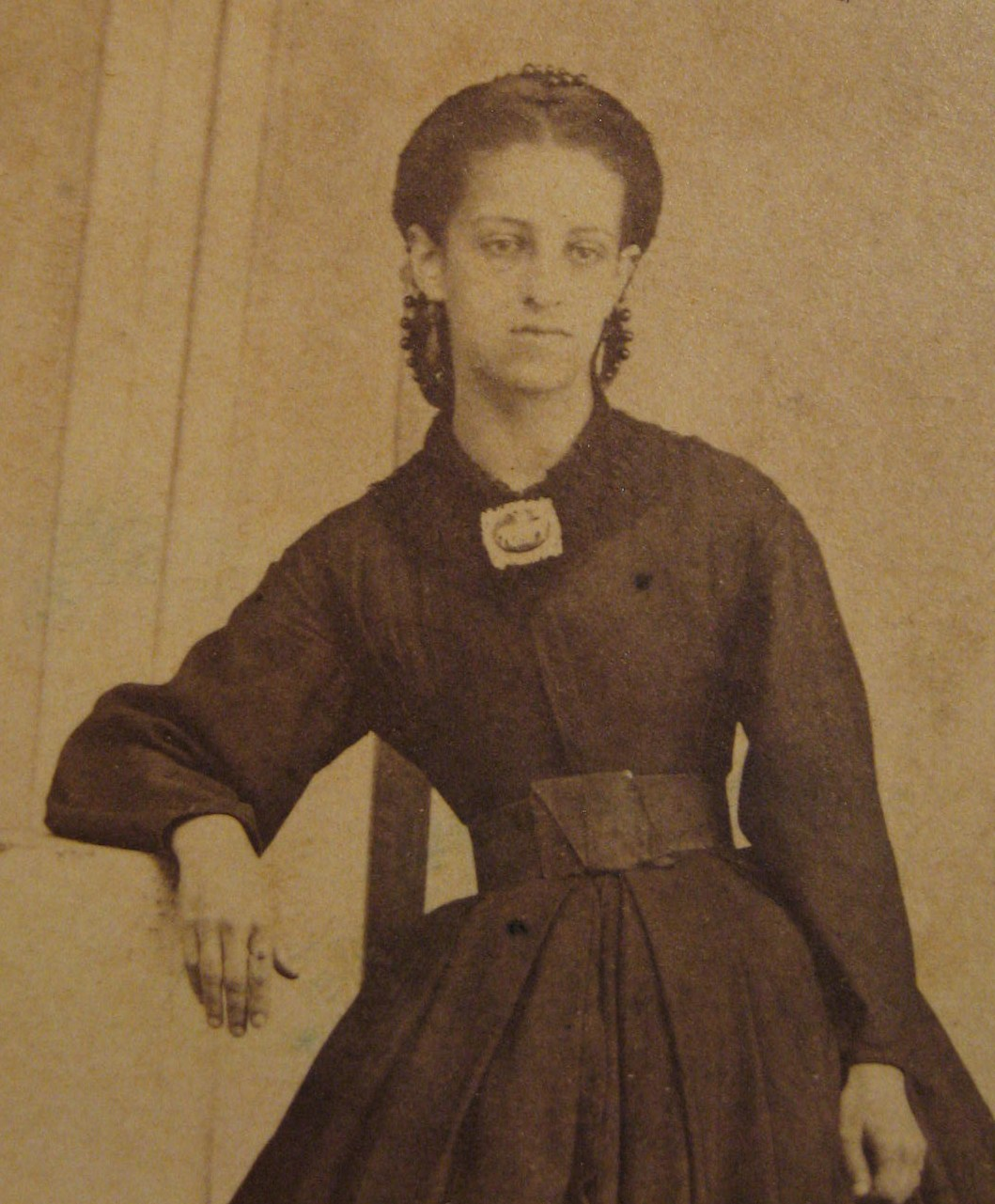
Su esposa Rosa María Cordova y Puig.

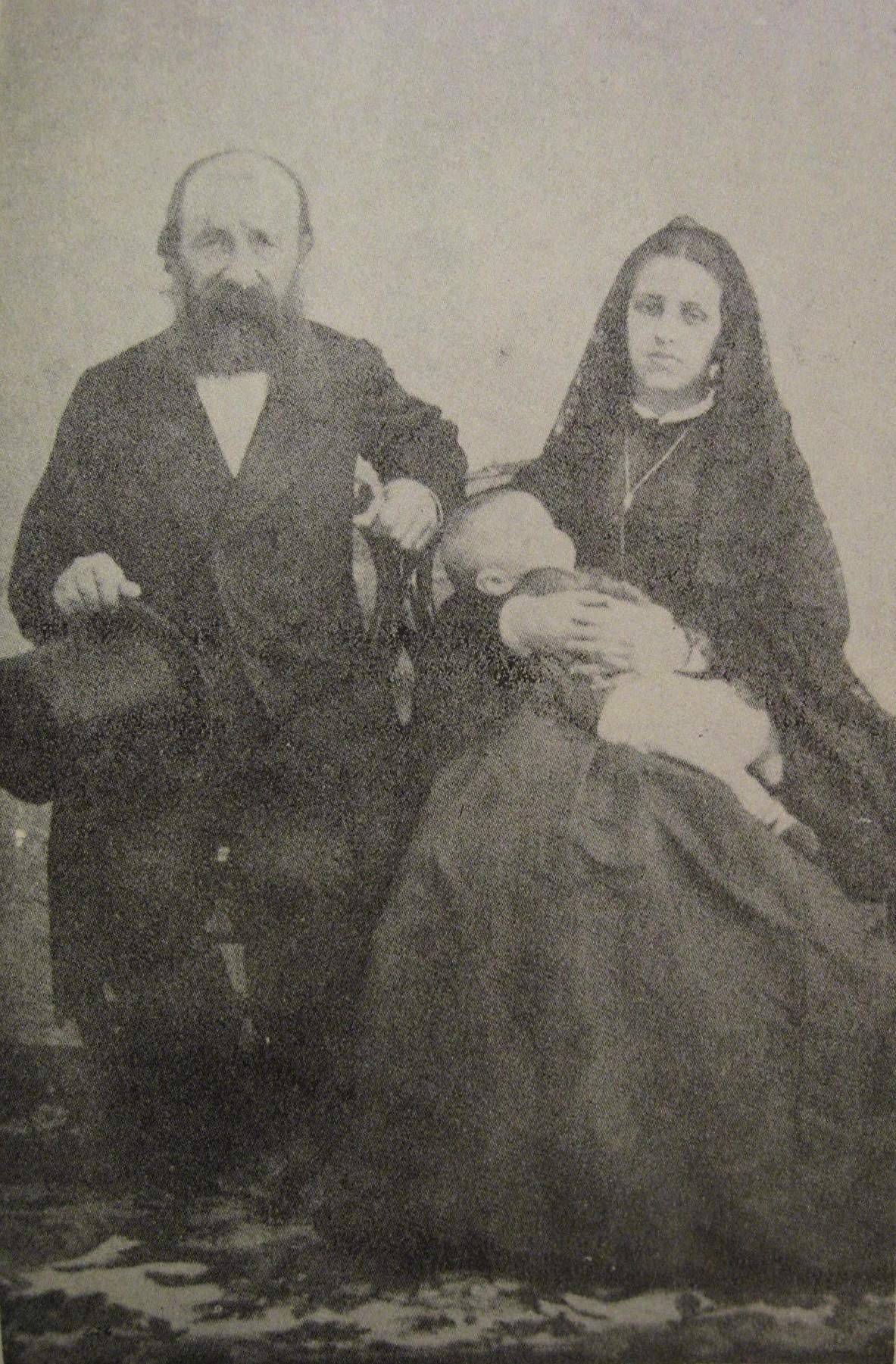
Martin con su joven esposa y su último hijo Guillermo. ca. 1879.

Martin Tritschler se casó con Rosa María Córdova y Puig en la hacienda de Santa Ana en Chalchicomula el 5 de junio de 1867. Rosa María era hija del teniente Joaquín de Córdova y García, ex realista que pasó a las filas del primer ejército nacional, nacido en Murcia, España desembarcó en Veracruz el 30 de agosto de 1820, a los 26 años de edad, estuvo entonces en la Fortaleza de San Carlos de Perote donde permaneció hasta el 12 de junio de 1821, después se incorporó al Ejército Trigarante, juró la independencia nacional y las autoridades militares lo designaron a la comandancia de Puebla. 
El general de brigada José María Calderón lo nombró su secretario y lo llevó a Veracruz para combatir a los rebeldes que comandaba Antonio López de Santa Anna; prosiguió fielmente sus servicios en Puebla hasta agosto de 1829, luego en septiembre fue trasladado en su mismo batallón a México donde permaneció hasta abril de 1830 en que retornó a Puebla. Pasó a las guarniciones de Orizaba y Tlaxcala, y finalmente, el 2 de abril de 1836, le concedió el presidente de la república, a sus reiteradas solicitudes, el retiro de la carrera militar. Escogió la población de San Andrés Chalchicomula para su residencia y actividades en el campo, ahí adquirió la hacienda Santa Ana. 
Al llegar a México en 1820, se había casado con María de la Luz Loyo y tuvo varios hijos: Joaquín, Manuela, Paz y Francisco. Enviudó, y el 1 de abril de 1842 contrajo segundas nupcias en la capilla de su hacienda, feligresía de San Andrés, con la señorita María Rosa Puig, natural de Tudela, Navarra, España a la sazón de 18 años de edad quien había llegado a Veracruz en 1833 en compañía de su hermana Brígida y de su madre Brígida Vicente quien murió en altamar y al desembarcar supieron que su padre Francisco Puig había muerto también a manos de los rebeldes. 
Vivieron entonces las huérfanas al amparo de su tío el capitán Manuel Argüelles, quien fijó su residencia en San Andrés el año de 1839. El teniente Cordova y García se casó con la joven María Rosa Puig el 2 de abril de 1842 en la capilla de la hacienda Santa Ana y tuvieron ocho hijos, siendo el primero Rosa María, quien nació el 23 de noviembre de 1843, después siguieron Prisciliano, Dolores, Brígida, Guadalupe, María, Luis y Javier.
Rosa María falleció el 18 de marzo de 1881 a la edad de 37 años, dejando en la orfandad a cinco de sus hijos pues tres ya habían fallecido, su matrimonio duro solo 14 años. 

«La santa e ilustre madre de estos esclarecidos hijos Doña Rosa Córdova de Tritschler no tuvo la alegría de ver a sus hijos en plenitud juvenil porque el 18 de marzo de 1881 entregó su alma virtuosa y sufrida al creador»

Su acta de defunción declara:

«...ayer a las cinco de la tarde en la calle de las Damas en la casa número 5 a consecuencia de hipertrofia falleció la Señora Rosa María Córdova, no indígena, de treinta y siete años de edad...»«...El cadáver será inhumado en pavimento del Panteón de San Juan...»

### Hijos

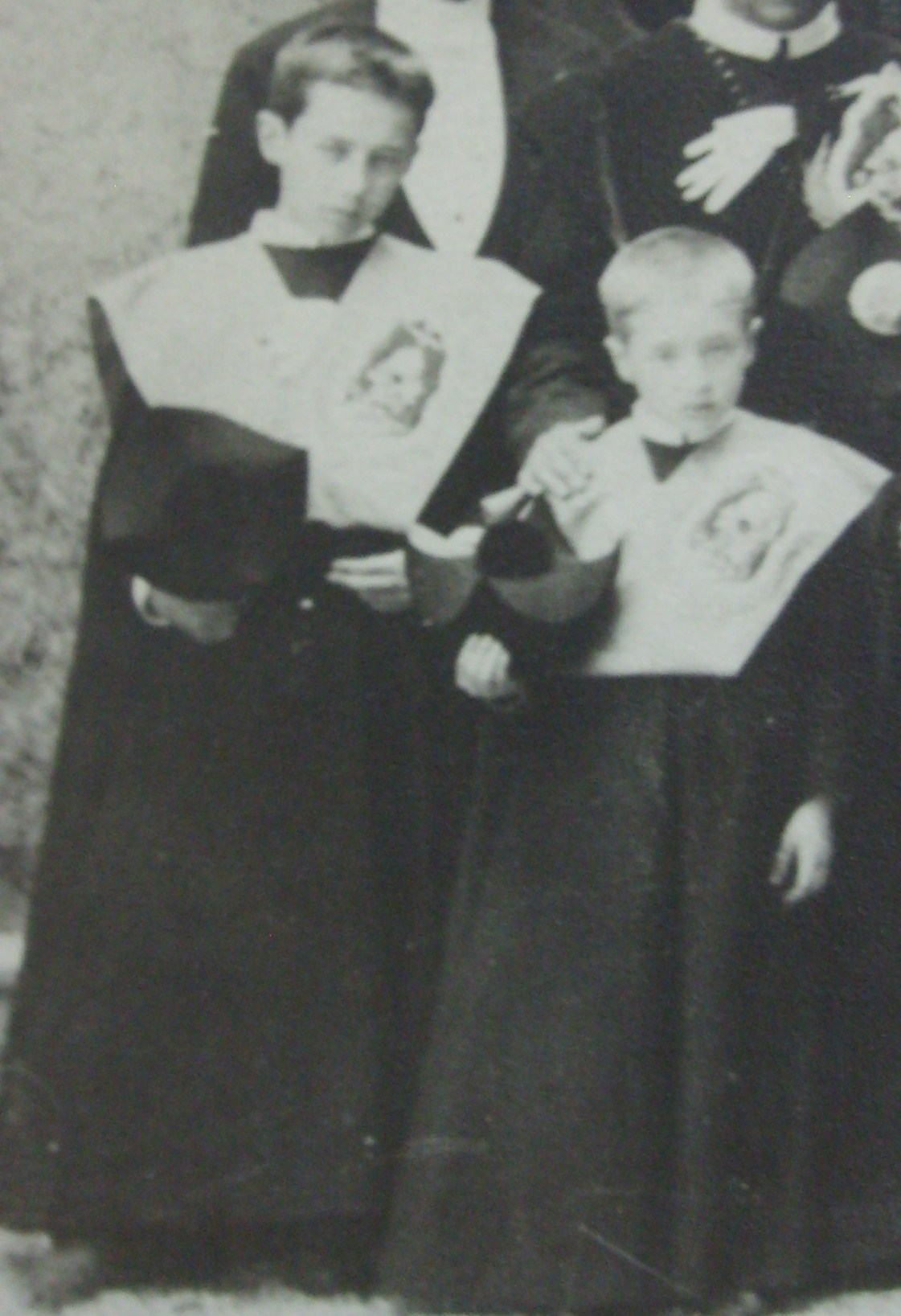
Dos hijos del matrimonio Tritschler en 1888, Guillermo, der. sería arzobispo de Monterrey, hoy en proceso de canonización.

Martin Tritschler y Rosa María Córdova tuvieron ocho hijos:
- Martin Felipe Neri de Jesús Tritschler y Córdova, último Obispo y primer Arzobispo de Yucatán. Nació el 26 de mayo de 1868 en San Andrés y murió el 15 de noviembre de 1942, fue sepultado en la Catedral de Yucatán.
- Joaquín Luis María de Jesús Atilano Tritschler y Córdova, fue administrador de las haciendas de Tepeojuma, San Nicolás de Tolentino, San Juan Raboso, la Galarza y San Félix Rijo, propiedades de Sebastián B. de Mier, nació el 28 de septiembre de 1868 en San Andrés y murió el 24 de octubre de 1906 en la hacienda de San Nicolás Tolentino, Puebla. Tuvo una hija, Carolina Tritschler quien fue la única descendiente de la familia Tritschler y Córdova.
- Rosa María de los Dolores Micaela Tritschler y Córdova, Sierva del Sagrado Corazón de Jesús y de los Pobres, fue la Madre Superiora del orfanatorio de la Madre Santísima de la Luz en Guadalajara, Jalisco, cambió su nombre por María de Jesús, nació el 28 de septiembre de 1870 en San Andrés y murió el 18 de enero de 1908 en Guadalajara Jalisco. María de Jesús Tritschler en la muerte del P. José María de Yermo y Parres, fuente primaria
- María Dolores Teresa Justina Josefa de Jesús Tritschler y Córdova, nació el 1 de abril de 1872 en San Andrés, vivió al menos 7 años y murió siendo niña.
- María Luisa Tritschler y Córdova, nació el 25 de junio de 1873 en San Andrés y murió aún niña.
- Alfonso María Macedonio José de Jesús Tritschler y Córdova, nació el 12 de septiembre de 1874 en San Andrés. Se graduó en la Universidad Gregoriana de Roma, Bachiller en Teología, Licenciado en Filosofía y Doctor en Derecho Canónigo, renunció a la carrera eclesiástica, dedicándose a la arquitectura desde el 4 de agosto de 1902, murió de pulmonía el 28 de julio de 1904 en la Ciudad de Puebla, no dejó descendencia.
- Guillermo José de Jesús María Juan de Dios Tritschler y Córdova, nació el 8 de marzo de 1876 en San Andrés, falleció siendo niño.
- Guillermo José María de Jesús Tranquilino Tritschler y Córdova, en proceso de canonización, Siervo de Dios, fue el Sexto Obispo de San Luis Potosí y el Séptimo Arzobispo de Monterrey, nació el 6 de junio de 1878 en San Andrés y murió el 29 de julio de 1952 en Monterrey, fue sepultado en la Catedral Metropolitana de Monterrey.

## Fallecimiento
Martin Tritschler murió el 6 de enero de 1894 en su casa de la calle de Arcos número 1, actual 7 Poniente 101 de San Andrés Chalchicomula, de sus cinco hijos, Martin, Joaquín y Rosa María estuvieron a su lado, en su lecho de muerte. Sus restos se unieron a los de su esposa en el sepulcro del panteón de San Juan Nepomuceno, anexo a la Iglesia de San Juan Bautista. Este panteón desapareció en 1973 y hoy ocupa el lugar la Colonia Santa Elena. Su acta de defunción dice:

«...Hoy a las 12 y media del día en la casa número uno de la calle de Arcos falleció a consecuencia de decrepitud el Señor Martin Tritschler originario de Alemania y vecino de esta ciudad, de 80 años de edad…».

## Fuente primaria
- Descripción detallada de la explosión de la Colecturía de los diezmos de San Andrés y la ayuda de Martin Tritschler a los damnificados.